# Cionosicyos
Cionosicyos là một chi thực vật có hoa trong họ Cucurbitaceae.

## Loài
Chi Cionosicyos gồm các loài: